# Bethe Ansatz
În fizică, Bethe Ansatz este o metodă pentru găsirea soluțiilor exacte ale unor modele cuantice unidimensionale.
Această metodă a fost inventată de Hans Bethe în 1931, pentru a găsi valorile proprii exacte și vectorii proprii ale hamiltonianului unidimensional al modelului Heisenberg antiferomagnetic.
De atunci, metoda a fost extinsă și la alte modele unidimensionale: gaz Bose, model Hubbard, etc.
Experții presupun că fiecare clasă universală din unidimensional conține cel puțin un model rezolvabil prin metoda Bethe Ansatz.
"Principiul de excluziune al lui Pauli" este valid pentru modele rezolvabile prin metoda Bethe Ansatz, chiar și pentru interacțiunea dintre bosoni. Starea fundamentală este un nivel Fermi. Condițiile la limită periodice conduc la ecuația Bethe. Sub formă logaritmică, ecuația Bethe poate fi generată prin acțiune Yang.
Pătratul normei funcției de undă Bethe este egal cu determinantul matricei derivatei de ordinul al doilea al acțiunii Yang (Vladimir Korepin). Soluția exactă a modelului numit s-d (dat de P.B. Wiegmann  în 1980 și independent de N. Andrei, în 1980) și modelui Anderson (dat de P.B. Wiegmann  în 1981, și de N. Kawakami, A. Okiji  în 1981) sunt de asemenea bazate pe metoda Bethe Ansatz.
Cuvântul [Der] Ansatz  (plural: Ansätze &), care înseamnă început, bază, concepție, mod de abordare este un cuvânt german, care este larg răspândit în literatura fizică și matematică. Ansatz-ul se poate referi la o formulare ipotetică, dar semnificativă, pentru o funcție matematică, care nu se bazează pe orice teorie sau principiu.